# 獣たちの夜 BLOOD THE LAST VAMPIRE
『獣たちの夜 BLOOD THE LAST VAMPIRE』（けものたちのよる ブラッドザラストヴァンパイア）は、押井守による日本の小説作品。押井が企画協力したアニメーション映画『BLOOD THE LAST VAMPIRE』と同一の世界を描いた外伝的物語である。

## あらすじ
1969年4月28日夜、騒乱収まらぬ東京。高校生、三輪零は参加していたデモ隊が機動隊の突入により壊滅し、当ての無い逃走を余儀なくされていた。暗く人気の無いビル街に迷い込んだ零は、壁を赤く染める血飛沫、日本刀を手にしたセーラー服姿の少女、そして目を疑う様な光景を目撃する。

## 登場人物
三輪零（みわ れい）
理論過多でプライドが高く、必要以上に大人や教師に喧嘩を売る、どこにでもいる平凡な高校生。「都立K高校民主化闘争委員会」所属。
後藤田一（ごとうだ はじめ）
零の元に突然現れた中年刑事。長身でやや貧相な体格。飄々と振舞いながら、いつの間にか相手の懐深くに忍び込んでくる。愛煙家。
音無小夜（おとなし さや）
零が出会った、そして後藤田が追う少女。

## 書誌
- ハードカバー版 2000年11月発売 ISBN 4-8291-7449-8
- 文庫版 2002年7月発売 ISBN 4-04-366601-2